# Eulomalus laevigatus
Eulomalus laevigatus är en skalbaggsart som beskrevs av Cooman 1937. Eulomalus laevigatus ingår i släktet Eulomalus och familjen stumpbaggar. Inga underarter finns listade i Catalogue of Life.